# Molino de viento El Zurdo
El Zurdo es un molino de viento en la localidad española de Mota del Cuervo, en la provincia de Cuenca.

## Historia

### Contexto histórico
A 1603 se remonta la primera mención de la existencia de molinos en Mota del Cuervo. Se debe a una visita realizada por la Orden de Santiago y se afirma que a la Mesa Maestral le pertenecen dos fanegas de trigo de cada molino de viento, siempre y cuando el molino muela durante sesenta días al año. En el Catastro de Ensenada (1752) se da cuenta de los nombres de los dueños de los “quince molinos de viento harineros sitos en la loma y rivera de esta villa, los que muelen con una piedra”, entre los que se encuentran un presbítero, una vecina de El Bonillo, un fraile del hábito de San Juan, el convento de Religiosos Calzados de la Santísima Trinidad de la villa de Santa María del Campo, y un vecino de Madrid. La Maestral seguía percibiendo un impuesto denominado “mencal” que consistía en dos fanegas de trigo de los dueños de los molinos de viento sitos en la Loma y Ribera término de la villa, que suman treinta fanegas de trigo valoradas en 540 reales de vellón.
A mediados del siglo XIX, según el Diccionario geográfico-estadístico-histórico de España y sus posesiones de Ultramar de Pascual Madoz, había 150 molinos en la Mancha, de los cuales 18 estaban en Mota del Cuervo, cantidad que otros autores elevan a 23 teniendo en cuenta las cimentaciones que se conservan. En el Libro de Cédulas de vecindad se llegan a registrar en 1857 hasta 26 molineros, la mayoría de la familia Zarco-Bacas, aunque no se precisa su correspondencia con los molinos. Según el Nomenclátor de la Provincia de Cuenca del año 1860, había 11 molinos de viento a 1.5 km de la villa que se seguían manteniendo a finales de siglo. A principios del siglo XX comienzan a abandonarse estas instalaciones, obsoletas por la llegada de la energía eléctrica. En la actualidad hay siete molinos en pie, seis de ellos levantados sobre las cimentaciones de los viejos en los años 60 y 70 del siglo XX.

### Molino El Zurdo
El Zurdo es el único molino original que se conserva en pie. La primera cita del molino se remonta al Catastro del Marqués de la Ensenada (1752), donde figura situado encima del pozo de nieve y a la derecha del camino de Belmonte. Su propietario era Juan Sánchez Alcolado. Este molino sufrió un arresto judicial durante varios años por haber matado a su dueño entre sus engranajes. Ya en el siglo XIX, su propietario fue Doroteo Zarco Lillo, llamado “El Barbas”, dueño también de los molinos del Rebollo y El Viejo. Allí se crio su hijo y último molinero, Benedicto Zarco El Barbas, que realizó su última molienda en el año 1929. Posteriormente se lo cedió a su hermano Espiridión, siendo su hijo el que se lo vendió a Ramón Serrano Suñer, ministro de Asuntos Exteriores en los años cuarenta del siglo XX, el 27 de febrero de 1941, que lo adquirió para restaurarlo.
El nombre de “El Zurdo” se debe a que es un molino que, en contra de lo habitual, muele a izquierdas. Para explicar esta rareza se han barajado varias hipótesis que pasan por la teórica equivocación del constructor al montarlo o que molía a izquierdas debido a que el rayado de sus piedras estaba al revés. Se dice que enviaron las piedras así desde Barcelona y los molineros tuvieron que adaptar el velaje para que funcionase.
Fue el único molino que, tras el cese de la actividad molinera, se mantuvo en pie durante la Guerra Civil. Por ello sirvió de modelo para la reconstrucción de los seis molinos que se levantan en la actualidad en sus proximidades, en el paraje de La Sierra. Junto al molino El Pintón, eran los únicos que tenían cernedor (máquina para cerner la harina y elaborar varios tipos) en el piso superior, por ser más anchos que el resto.
Su interior conserva parte de la maquinaria de molienda. Sobre la puerta se conserva la fecha de 1841, probablemente perteneciente a alguna restauración. La última reparación se llevó a cabo en el año 1994.
El 6 de junio de 2016, se inició el proceso para declararlo Bien de Interés Cultural, mediante una resolución publicada el día 27 de ese mismo mes en el Diario Oficial de Castilla-La Mancha.

## Descripción
Ubicado en la localidad conquense de Mota del Cuervo, en Castilla-La Mancha, se trata de una alta construcción cilíndrica de mampostería, blanqueada con cal y con una cubierta cilíndrica móvil de madera. La torre mide unos ocho metros de altura y veinte metros de perímetro exterior. Los muros se estrechan en un buzamiento vertical. La puerta se encuentra incrustada en la pared. En la parte superior se encuentran las ventanas que tienen como fin servir al molinero para identificar el viento dominante. Según las agujas del reloj, los vientos son el Cierzo, Barrenero, Matacabras, Solano Alto, Solano Fijo, Solano Hondo, Mediodía, Ábrego Hondo, Ábrego Fijo, Ábrego Alto, Toledano y Moriscote.
Para orientar las aspas al viento se utilizan los hitos, situados frente a las ventanas del molino, el borriquillo y el palo de gobierno. Los molinos en su interior se dividen en tres plantas. El silo, en la planta baja, donde se almacenaban los costales de trigo, que también servía de cuadra o de cocina, y a donde llegaba la harina procedente del tercer piso por medio de un canalón. La segunda planta es la camareta, donde estaba la instalación del limpiado del grano, la limpia y el cedazo. También hay una alacena para guardar todos los aparejos y herramientas del molino. Suele existir una ventana hacia el sur, y en el techo están insertos los marranos, dos grandes vigas que sirven de base a la piedra de moler. La tercera planta es el moledero o habitación de las piedras. Es la más importante y en ella está la maquinaria base. A su altura, en el exterior, están el palo de gobierno y las aspas. Se encuentra horadada por varias ventanas. En esta planta se encuentra la rueda catalina, engranaje soportado por cuatro vigas de madera llamadas madres y situado en el eje del aspa, en vertical, que transmite el movimiento giratorio a la linterna o eje vertical que a su vez lo pasa a la piedra volandera, haciéndola girar sobre la piedra solera y moliendo el grano por fricción.
El molino al exterior presenta las aspas, formadas por varias piezas como los cabríos (el armazón de palos), denominados los horizontales teleras y los transversales listones. Los cabríos se apoyan en un palo llamado vela, que refuerza la estructura. La madera más utilizada para la vela es la encina o el roble. Las aspas van colocadas una sobre la otra, entrecruzadas.